# チェーザレ・ベッカリーア

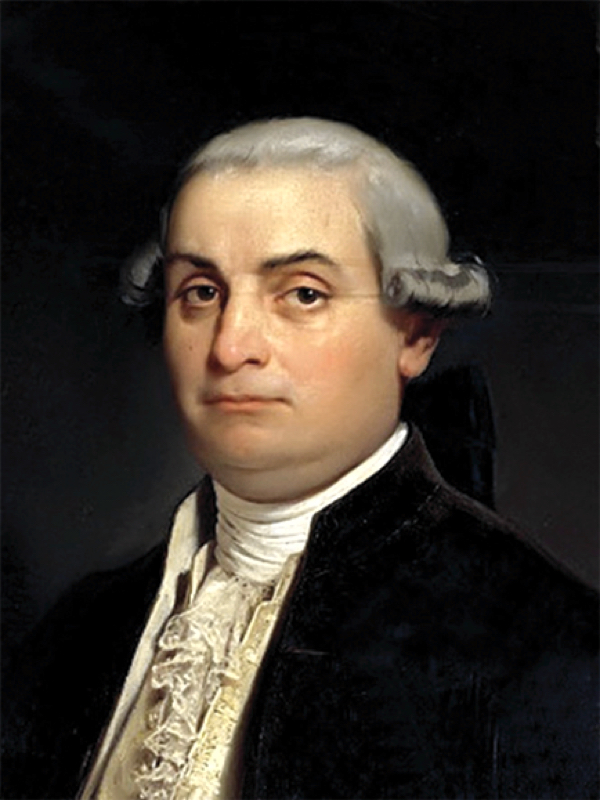
チェーザレ・ベッカリーア
（画）エリセオ・サーラ

チェーザレ・ベッカリーア（Cesare Bonesana Beccaria、1738年3月15日 - 1794年11月28日）は、イタリアの法学者、経済学者、啓蒙思想家。

## 人物
ミラノの侯爵の家柄に生まれる。パルマのイエズス会寄宿学校に学んだ。そのころは数学と人間科学が彼の関心を占めていた。
1762年〈ミラノ国の貨幣の混乱とその治癒策について〉という論考をルッカで出版し、著作家として頭角を現す。1764年から1766年にかけて、ピエトロ・ヴェッリらの友人と協力して『カフェ』と題する定期刊行物を編集・出版した。この雑誌は「イタリア啓蒙の『百科全書』」と評価される()もので、これによりイギリスの読者の注目を引くことができた。
『カフェ』刊行直後の1764年7月、『犯罪と刑罰』Dei delitti e delle pene （1764年）を出版した。この作品は、二ヶ月で完成させたものであるが、そのなかでベッカリーアは拷問と死刑への反対論を主張し、教育により犯罪を防止すべきであると説いた。翌年この作品の仏訳が出版されると反響はイタリアだけでなく全ヨーロッパに広がり、なかでもヴォルテールは、1766年9月に『一地方弁護士による、「犯罪と刑罰」という書物にかんする注釈』を出版し、『犯罪と刑罰』の成功に寄与した()。その直後、同年10月から11月にかけて、フランス啓蒙思想家たちの招きを受けて、ベッカリーアはパリを訪問した()。パリから戻ると、ロシア皇帝エカチェリーナ2世から側近としてロシアに来ないかという申し出があった()。ベッカリーアはこの申し出を受けなかったが、エカチェリーナ2世は<新刑法典>草案のなかに刑罰の種別性と多様性にかんするベッカリーアの教訓をほとんど逐語的に採りいれた()。社会政策の思想ではモンテスキューの流れを受け、ベンサムに影響を与えたと考えられる。
エカチェリーナ2世の申し出を断った直後に、ミラノ公国の君主であるハプスブルク家からミラノ大学の教授ポストが提示され、ベッカリーアはこれを受諾した()。彼は新設された官房学(実質的には公共経済学)の教授となり()、講義中にアダム・スミス、マルサスの経済理論に近い見解を示した。
1771年4月にはミラノ経済評議会の評議員に任命され、同年9月に官房機構の経済政策担当部局に配属()。
1790年にロンバルディアの民法・刑法改正委員会に所属する。行政官としては穀物租税・貨幣改革・重量と尺度・人口表などについて報告し意見を提出している。哲学的な言語論と文体論である《Ricerce intorno alla natura dello stile、1770年》も有名。
小説家アレッサンドロ・マンゾーニはその孫。

## 日本における主な受容
『犯罪と刑罰』の最初の完全な邦訳は、モルレ版に基づく底本を用いて、1929年に風早八十二の訳によって出版された。第五版に基づく翻訳としては、石井三記・福田真希訳(『名古屋大学法経論集』所収、2008年～2009年)、小谷眞男訳(東京大学出版会、2011年)がある。
経済学の著書では『公共経済学の諸要素　Elementi di Economia Pubblica』（1806年）が1997年に邦訳されている。